# Serie A1 1988-1989 (rugby a 15)
La serie A1 1988-89 fu il 59º campionato nazionale italiano di rugby a 15 di prima divisione.
Si tenne dal 18 settembre 1988 al 27 maggio 1989 tra 12 squadre con la formula «stagione regolare a girone unico più play-off» e vide per la seconda volta consecutiva in finale (disputatasi a Bologna davanti a 18 000 spettatori) il Rovigo, campione d'Italia uscente, e il Benetton; a differenza della stagione precedente, tuttavia, furono i secondi a imporsi per 20-9 con 12 punti di Stefano Bettarello e una meta ciascuno per il neozelandese John Kirwan e l'italiano Gianni Zanon, a fronte di due calci piazzati e un drop del sudafricano Naas Botha per Rovigo.
Da segnalare anche l'entrata dell'Amatori Milano nell'orbita societaria di Silvio Berlusconi e l'abbinamento al marchio assicurativo-bancario Mediolanum; la squadra milanese giunse seconda nella stagione regolare e uscì solo in semifinale, miglior risultato dal suo ritorno in massima serie.
In serie A2 retrocedettero Casale, Noceto e i piacentini del Lyons.

## Squadre partecipanti e sponsor
- Amatori Milano (Mediolanum)
- L’Aquila (Scavolini)
- Benetton
- Brescia (Serigamma)
- Calvisano (Nutrilinea)
- Casale (Eurobags)

- CUS Roma (Unibit)
- Lyons (Bilboa)
- Noceto (Casone)
- Petrarca
- Rovigo (Colli Euganei)
- San Donà (Fracasso)

## Formula
Ai playoff accedettero 8 squadre, le prime sei classificate di A1 e le prime due di A2, le quali, nel ranking dei quarti di finale, vennero immediatamente dopo le sei prime classificate; alla squadra con la posizione più alta in classifica fu assegnata quella con il ranking più basso, quindi le prime due di A1 avrebbero avuto in accoppiamento ai quarti rispettivamente la seconda e la prima di A2; a seguire, la terza di A1 contro la sesta, e la quarta contro la quinta.
Gli accoppiamenti dei quarti e delle semifinali furono al meglio delle tre gare, con la prima (e la eventuale terza) in casa della squadra meglio classificata durante la stagione regolare.
La finale fu invece disputata in gara unica, con eventuali tempi supplementari in caso di parità.
La vincitrice della finale era campione d'Italia; le ultime due squadre classificate durante la stagione regolare retrocedevano in serie A2, mentre la terzultima doveva spareggiare contro la terza classificata di A2.

## Stagione regolare

### Risultati
|       | 1ª/12ª giornata              |       |
| ----- | ---------------------------- | ----- |
| 22-10 | Benetton Treviso - Calvisano | 28-6  |
| 20-0  | Petrarca - Noceto            | 12-18 |
| 6-10  | Brescia - Amatori Milano     | 10-20 |
| 18-27 | San Donà - Rovigo            | 6-29  |
| 25-9  | CUS Roma - Lyons             | 17-13 |
| 32-0  | L'Aquila - Casale            | 21-3  |
|       |                              |       |
|       | 4ª/15ª giornata              |       |
| 47-15 | Benetton Treviso - L'Aquila  | 22-24 |
| 15-32 | Lyons - San Donà             | 10-44 |
| 49-9  | Rovigo - Brescia             | 59-24 |
| 32-0  | Amatori Milano - Casale      | 37-24 |
| 24-15 | Noceto - CUS Roma            | 0-6   |
| 19-12 | Calvisano - Petrarca         | 3-66  |
|       |                              |       |
|       | 7ª/18ª giornata              |       |
| 16-23 | Petrarca - CUS Roma          | 22-12 |
| 10-6  | Brescia - L'Aquila           | 15-25 |
| 3-9   | San Donà - Benetton Treviso  | 12-41 |
| 10-69 | Lyons - Rovigo               | 18-63 |
| 13-10 | Amatori Milano - Calvisano   | 21-7  |
| 21-17 | Casale - Noceto              | 7-19  |
|       |                              |       |
|       | 10ª/21ª giornata             |       |
| 68-3  | Benetton Treviso - Lyons     | 48-0  |
| 16-6  | Petrarca - Brescia           | 15-20 |
| 44-9  | San Donà - Casale            | 30-10 |
| 0-41  | CUS Roma - Amatori Milano    | 9-23  |
| 76-6  | L'Aquila - Noceto            | 21-23 |
| 6-16  | Calvisano - Rovigo           | 12-56 |

|       | 2ª/13ª giornata                   |       |
| ----- | --------------------------------- | ----- |
| 12-11 | Amatori Milano - Petrarca         | 10-7  |
| 21-13 | Calvisano - L'Aquila              | 6-32  |
| 16-24 | Casale - CUS Roma                 | 9-12  |
| 6-15  | Noceto - San Donà                 | 12-48 |
| 19-15 | Lyons-Brescia                     | 7-23  |
| 23-15 | Rovigo - Benetton Treviso         | 14-14 |
|       |                                   |       |
|       | 5ª/16ª giornata                   |       |
| 38-8  | Casale - Lyons                    | 3-20  |
| 10-21 | San Donà - L'Aquila               | 27-30 |
| 34-9  | Amatori Milano - Noceto           | 34-12 |
| 11-30 | Petrarca - Rovigo                 | 34-16 |
| 15-3  | Brescia - Calvisano               | 18-21 |
| 19-24 | CUS Roma - Benetton Treviso       | 0-64  |
|       |                                   |       |
|       | 8ª/19ª giornata                   |       |
| 50-12 | Benetton Treviso - Brescia        | 43-0  |
| 18-12 | Noceto - Lyons                    | 24-15 |
| 29-16 | Rovigo - Amatori Milano           | 13-33 |
| 28-11 | Calvisano - Casale                | 32-20 |
| 22-10 | L'Aquila - Petrarca               | 19-23 |
| 17-21 | CUS Roma - San Donà               | 3-40  |
|       |                                   |       |
|       | 11ª/22ª giornata                  |       |
| 27-13 | Amatori Milano - Benetton Treviso | 6-22  |
| 3-22  | Casale - Petrarca                 | 11-41 |
| 21-24 | Noceto - Calvisano                | 13-46 |
| 12-34 | Lyons - L'Aquila                  | 19-61 |
| 70-0  | Rovigo - CUS Roma                 | 25-22 |
| 12-15 | Brescia - San Donà                | 20-12 |

|       | 3ª/14ª giornata             |       |
| ----- | --------------------------- | ----- |
| 55-12 | Benetton Treviso - Noceto   | 49-15 |
| 22-18 | San Donà - Amatori Milano   | 20-34 |
| 44-15 | Petrarca - Lyons            | 47-0  |
| 27-22 | L'Aquila - Rovigo           | 19-14 |
| 27-9  | Brescia - Casale            | 16-22 |
| 16-10 | CUS Roma - Calvisano        | 6-16  |
|       |                             |       |
|       | 6ª/17ª giornata             |       |
| 17-7  | Benetton Treviso - Petrarca | 20-9  |
| 15-33 | Lyons - Amatori Milano      | 16-81 |
| 63-9  | Rovigo - Casale             | 22-15 |
| 25-16 | L'Aquila - CUS Roma         | 7-9   |
| 19-29 | Noceto - Brescia            | 28-25 |
| 39-19 | Calvisano - San Donà        | 8-32  |
|       |                             |       |
|       | 9ª/20ª giornata             |       |
| 19-9  | Lyons - Calvisano           | 24-49 |
| 30-48 | Noceto - Rovigo             | 0-97  |
| 16-20 | Casale - Benetton Treviso   | 12-46 |
| 21-17 | Amatori Milano - L'Aquila   | 12-18 |
| 24-6  | Petrarca - San Donà         | 6-26  |
| 9-9   | Brescia - CUS Roma          | 21-36 |

### Classifica
|               |     | Squadra        | G  | V  | N | P  | PF  | PS  | Pt |
| ------------- | --- | -------------- | -- | -- | - | -- | --- | --- | -- |
|               | 1.  | Benetton       | 22 | 18 | 1 | 3  | 737 | 245 | 37 |
|               | 2.  | Amatori Milano | 22 | 18 | 0 | 4  | 568 | 290 | 36 |
|               | 3.  | Rovigo         | 22 | 17 | 1 | 4  | 854 | 348 | 35 |
|               | 4.  | L’Aquila       | 22 | 15 | 0 | 7  | 565 | 348 | 30 |
|               | 5.  | San Donà       | 22 | 12 | 0 | 10 | 502 | 400 | 24 |
|               | 6.  | Petrarca       | 22 | 11 | 0 | 11 | 475 | 308 | 22 |
|               | 7.  | Calvisano      | 22 | 10 | 0 | 12 | 385 | 490 | 20 |
|               | 8.  | CUS Roma       | 22 | 9  | 1 | 12 | 296 | 505 | 19 |
|               | 9.  | Brescia        | 22 | 7  | 1 | 14 | 342 | 493 | 15 |
|               | 10. | Noceto         | 22 | 7  | 0 | 15 | 326 | 709 | 14 |
| Retrocessione | 11. | Casale         | 22 | 3  | 0 | 19 | 268 | 613 | 6  |
| Retrocessione | 12. | Lyons          | 22 | 3  | 0 | 19 | 276 | 845 | 6  |

## Play-off
|  | Quarti di finale | Quarti di finale | Quarti di finale | Quarti di finale | Quarti di finale |  |  | Semifinali     | Semifinali     | Semifinali     | Semifinali | Semifinali |  |  | Finale   | Finale   | Finale |  |
|  |                  |                  |                  |                  |                  |  |  |                |                |                |            |            |  |  |          |          |        |  |
|  | 1A1              | Benetton         | Benetton         | 76               | 84               |  |  |                |                |                |            |            |  |  |          |          |        |  |
|  | 2A2              | Parma            | Parma            | 3                | 3                |  |  | Benetton       | Benetton       | 22             | 13         | 18         |  |  |          |          |        |  |
|  | 4A1              | L’Aquila         | L’Aquila         | 35               | 30               |  |  | L’Aquila       | L’Aquila       | 13             | 38         | 9          |  |  |          |          |        |  |
|  | 5A1              | San Donà         | San Donà         | 7                | 15               |  |  |                |                |                |            |            |  |  | Benetton | Benetton | 20     |  |
|  | 2A1              | Amatori Milano   | Amatori Milano   | 10               | 22               |  |  |                |                | Rovigo         | Rovigo     | 9          |  |  |          |          |        |  |
|  | 1A2              | Amatori Catania  | Amatori Catania  | 10               | 10               |  |  | Amatori Milano | Amatori Milano | Amatori Milano | 9          | 14         |  |  |          |          |        |  |
|  | 3A1              | Rovigo           | Rovigo           | 31               | 29               |  |  | Rovigo         | Rovigo         | Rovigo         | 18         | 14         |  |  |          |          |        |  |
|  | 6A1              | Petrarca         | Petrarca         | 0                | 13               |  |  |                |                |                |            |            |  |  |          |          |        |  |

### Finale
| Arbitro: | Condorelli (Catania) |

| |              | |
| Kirwan 80’ Zanon 80+4’ | mt           | |
| S. Bettarello 21’, 34’, 41’, 44’                                                                                           | c.p.         | 15’, 18’ Botha |
| | drop         | 66’ Botha |
| Collodo Kirwan Green Zorzi Ceselin S. Bettarello Crescenzo Zanon Rigo Dolfato S. Favaro Annibal G. Rossi Trevisiol Grespan | Formazioni   | · Frigato · Capitozzo 73’ · Osti · Ravanelli · Venturi · Botha · M. Visentin · Pi. Reale · Smal · Brizzante · Croci 75’ · Prearo · Lupini · De Stefani · Baratella |
| | Sostituzioni | · Brunello 73’ · Bordon 75’ |
| André Buonomo | Allenatori   | Nelie Smith |

## Verdetti
- Benetton: campione d'Italia
- Casale, Lyons: retrocesse direttamente in serie A2 1989-90
- Noceto: retrocessa in serie A2 1989-90 dopo spareggio